# Чамли, Джорджиана, маркиза Чамли
Джорджи́ана Шарло́тта Ча́мли, марки́за Ча́мли (англ. Georgiana Charlotte Cholmondeley, Marchioness of Cholmondeley; 7 августа 1764 — 23 июня 1838) — британская аристократка, в замужестве с Джорджем Чамли носила титулы графини Чамли и маркизы Чамли.

## Биография
Джорджиана Чамли (урож. Берти) была третьей и младшей дочерью в семье Перегрина Берти, 3-го герцога Анкастер и Кестевен и его второй супруги Мэри Берти, дочери сэра Томаса Пантона.
8 июля 1779 года от скарлатины скончался её старший брат Роберт Берти, не оставив сыновей. Все титулы наследовал дядя Браунлоу Берти, а титул барона Уиллоуби де Эрзби был временно отменён. Право носить титул баронессы Уиллоуби де Эрзби Джорджиана оспаривала со старшей сестрой Присциллой.
18 марта 1780 года титул баронессы был восстановлен для Присциллы, которая получила его на правах старшей сестры. Обе сестры получили в равных долях должность лорда великого камергера, носителем которого также был их старший брат Роберт. Джорджиана Чамли скончалась 23 июня 1838 года в Лондоне, в возрасте 73 лет.

## Семья
25 апреля 1791 года вышла замуж за Джорджа Чамли, 4-го графа Чамли (11 мая 1749 — 10 апреля 1827). У супругов было трое детей:
- Джордж Горацио Чамли (16 января 1792 — 8 мая 1870), старший сын и преемник отца
- Уильям Генри Хью Чамли (31 марта 1800 — 16 декабря 1884), 3-й маркиз Чамли (1870—1884)
- Леди Шарлотта Джорджиана Чамли (1795 — 24 июня 1828), вышла замуж за подполковника Хью Генри Сеймура[англ.], у супругов был сын.